# Szterényi család
A brassói báró Szterényi család egyike az újkori zsidó származású magyar főnemesi családoknak.

## Története
A Szterényiek eredeti neve Stern volt. Elsőként a nagykanizsai születésű Stern Albert  (1826–1888) nevét találhatjuk meg. Rabbiképesítést kapott, ezután apósa, Fassel Hirsch nagykanizsai főrabbi javaslatára Lengyeltóti hitközségének rabbijává választották meg. Itt tevékenykedett 1867-ig, majd Újpestre hívták meg, de le kellett mondania tisztségéről reformtörekvései miatt. 1881-ben nevét "Szterényi"re változtatta asszimilációs törekvéseinek igazolására. Sterényi Albertnek Fassel Julianna feleségétől született több gyermeke: idősebbik fia, Szterényi Hugó, természettudós volt, rengeteg tudományos értekezést írt, több középiskolában tanított, tankönyveket is írt. 
Szterényi Albert ifjabbik fia, József, a politikusi pályát választotta, a harmadik Wekerle-kormány kereskedelmi minisztere lett. Érdemeiért 1918. július 7.-én bárói címmel és brassói előnévvel ruházta fel IV. Károly magyar király. Báró Szterényi József vásárolta meg 1930-ban a sárszentmihályi kastélyt a Zichy családtól, melyet halála után örökbefogadott fia, Sándor örökölt 1941-ben.
Szterényi József emlékére nevét Monoron középiskola viseli.